# 가와치정 (구마모토현)
가와치정(일본어: 河内町)은 일본 구마모토현 북부, 호타쿠군에 있던 정이다.
1991년 2월 1일 호쿠부 정, 아키타 정, 덴메이 정과 함께 구마모토시에 편입해 소멸하였다.
2012년 4월 1일 정령지정도시 시행으로 니시구의 일부가 되었다.

## 역사
- 1889년 4월 1일 - 정촌제 시행에 의해 요시노촌, 가와치촌, 시라하마촌, 후나쓰촌이 성립하였다.
- 1902년 4월 1일 - 가와치촌, 시라하마촌, 후나쓰촌이 합병해 가와치촌이 성립하였다.
- 1956년 9월 30일 - 가와치촌과 요시노촌이 합병해 가와치요시노촌이 되었다.
- 1971년 4월 1일 - 가와치요시노촌이 정으로 승격, 개칭해 가와치정이 되었다.
- 1991년 4월 1일 - 구마모토시에 편입되어, 가와치정은 폐정되었다.

## 교통

### 도로
- 규슈 자동차도
- 국도 501호선
- 구마모토현도 제1호선
- 구마모토현도 제101호선
- 구마모토현도 제332호선

## 참고 문헌
- 角川日本地名大辞典編纂委員会, 『角川日本地名大辞典 43 熊本県』1987, 角川書店